# Перепічай Віктор Володимирович
Ві́ктор Володимирович Перепіча́й (*1 березня 1944, Ганнинське — квітень 2020, Кропивницький) —  живописець, член Національної спілки художників України (1995).

## З життєпису
Закінчив Київський державний художній інститут (1976).
Навчався у Київському художньому інституті (нині Національна академія образотворчого мистецтва і архітектури), закінчив живописно-педагогічний факультет (викладачі В. Г. Пузирьков, А. О. Пламенецький) у 1976 році. 
Жив у Кіровограді (нині Кропивницький).
У період з 1976 до 2003 працював художником-оформлювачем і художником-живописцем у Художньому фонді УРСР; викладачем Кіровоградської дитячої художньої школи ім. А. Осмьоркіна. 
З 1976 року брав участь у всеукраїнських художніх виставках. 2013 року у Кіровограді відбулася персональна виставка художника.
Працював у реалістичній манері, переважно в техніці олійного живопису.
Основні твори: «Матері» (1976), «Ветеран» (1978), «Березень» (1991), «Дощить» (1994), «Травневий вечір» (1992), «Натюрморт з кавуном» (2000-і рр.).